# Jorge Ulate
Jorge Manuel Ulate Arguedas (Heredia, 14 aprile 1956) è un ex calciatore costaricano, di ruolo attaccante.

## Caratteristiche tecniche
Giocatore rapido, era dotato di buone capacità realizzative e freddezza; prediligeva posizionarsi al centro dell'area di rigore.

## Carriera

### Club
Cresciuto nel settore giovanile dell'Herediano, squadra della sua città natale, debuttò in massima serie costaricana il 5 giugno 1977 contro il Municipal Puntarenas, segnando un gol. Nel 1978 fu inviato in prestito proprio al Puntarenas, con cui ottenne il secondo posto in campionato. Rientrato all'Herediano, vinse il titolo nazionale nella stagione 1978-1979; passò all'Alajuelense nel 1983-1984, e vi vinse la classifica marcatori con 17 reti; si ripeté l'anno seguente, con 21 segnature. Con la formazione rosso-nera di Alajuela ottenne anche la vittoria in CONCACAF Champions' Cup, giocando entrambe le partite della finale con il Transvaal. Nel 1987 disputò le due gare di Coppa Interamericana contro il River Plate. Passò poi per diversi altri club (tra cui l'Olimpia, squadra honduregna, ritirandosi all'inizio degli anni 1990.

### Nazionale
Con la selezione U-20 giocò il campionato della UCA nel 1976. Debuttò in Nazionale maggiore il 25 maggio 1979 contro Panama, segnando la rete del definitivo 2-0. Prese poi parte al Pre-Olimpico 1980 e alle qualificazioni al campionato del mondo 1986.

## Palmarès

### Club

#### Competizioni nazionali
- Campionato costaricano: 2

Herediano: 1978-1979
Alajuelense: 1983-1984

#### Competizioni internazionali
- CONCACAF Champions' Cup: 1

Alajuelense: 1986

### Individuale
- Capocannoniere della Primera División de Costa Rica: 2

1983-1984 (21 gol), 1984-1985 (17 gol)